# Лукава удовица (ТВ филм)
„Лукава удовица” (Итрата вдовица) је југословенски и македонски ТВ филм из 1969. године. Режирао га је Димитар Христов а сценарио је написао Карло Голдони.

## Улоге
| Глумац                 | Улога |
| ---------------------- | ----- |
| Сабина Ајрула          |       |
| Никола Коле Ангеловски |       |
| Дарко Дамевски         |       |
| Аце Ђорчев             |       |
| Анче Џамбазова         |       |
| Љупка Џундева          |       |
| Димитар Гешоски        |       |
| Томо Видов             |       |